# 月光角
月光角（英語：Moonlight Point），是南極洲的海岬，位於南設得蘭群島的阿斯普蘭島西北端，在1980年由英國南極名稱諮詢委員會命名，現時由南極條約體系管理。